# دانييلا هيريرو
دانييلا هيريرو (بالإسبانية: Daniela Herrero)‏ هي كاتبة أغاني ومغنية وممثلة أرجنتينية، ولدت في 19 أغسطس 1985 في بيرازاتيغي في الأرجنتين.

## وصلات خارجية
- الموقع الرسمي
- دانييلا هيريرو على موقع IMDb (الإنجليزية)
- دانييلا هيريرو على موقع ميوزك برينز (الإنجليزية)
- دانييلا هيريرو على موقع ديسكوغز (الإنجليزية)